# 鞘苞花属
鞘苞花属（学名：Amischophacelus）是鸭跖草科下的一个属，为一年生草本植物。该属共有2种，分布于东半球热带地区。